# Mya Taylor
Mya Taylor (Houston, 28 de marzo de 1991) es una actriz y cantante estadounidense. Es conocida por su papel de Alexandra en la película Tangerine del 2015, por la que ganó el premio Independent Spirit a la mejor actriz de reparto.

## Biografía
Mya Taylor nació el 28 de marzo de 1991, en Houston, Texas. Fue criada por sus abuelos cristianos, que al principio no sabían que había salido del armario como gay (antes de su transición) en el colegio. En 2009 salió del armario, lo que provocó tensión en el hogar. Taylor se marchó y se trasladó a California en mayo de 2009 para vivir con otro familiar, pero su identidad de género hizo que ese familiar la echase a la calle.
Al no poder conseguir un empleo legal a los 18 años, trabajó como trabajadora sexual en Hollywood. Empezó a ir a terapia, y fue en las charlas con su terapeuta cuando decidió que iba a ser fiel a sí misma. Desde entonces ha vuelto a conectar con su madre, que acuñó su nombre, Mya. Vivió en un apartamento con su eventual coestrella de Tangerine Kitana Kiki Rodríguez. A los 23 años, tras cinco años de trabajo sexual y cuatro detenciones por prostitución, el director Sean Baker y su coguionista Chris Bergoch se pusieron en contacto con Mya en el patio del Centro LGBT de Los Ángeles para que protagonizara su película Tangerine.

## Filmografía

### Película
| Año  | Título                     | Role              | notas        |
| ---- | -------------------------- | ----------------- | ------------ |
| 2015 | Tangerine                  | Alejandra         |              |
| 2016 | ¡Feliz cumpleaños, Marsha! | Marsha P. Johnson | Cortometraje |
| 2016 | Diana de la luna           | Diana             | Cortometraje |
| 2019 | Myra                       | Alegría           |              |
| 2020 | Madre del escenario        | Cereza            |              |

### Televisión
| Año  | Título   | Role    | notas       |
| ---- | -------- | ------- | ----------- |
| 2018 | Dietland | Bárbara | 3 episodios |